# نیرومند (فیلم ۱۹۹۳)
نیرومند (به هندی: Shaktiman) فیلمی محصول سال ۱۹۹۳ و به کارگردانی کی سیبوکادیا است. در این فیلم بازیگرانی همچون اجی دیوگن، کاریسما کاپور، موکش خانا، کولبوشان کارباندا، پاریکشیت سهنی، آجیت خان، گلشن گروور، تیکو تالسانیا، آنجانا ممتاز، بینا بانرجی ایفای نقش کرده‌اند.